# Власюк Андрій Олександрович (футболіст, 1991)
Власюк Андрій Олександрович (нар. 7 жовтня 1991, Україна) — український футболіст, захисник. Виступав, зокрема, за ФК «Севастополь-2» та «Кримтеплицю»

## Життєпис
Народився в м.Коростишеві. 
Завдяки Володимиру Григоровичу(його першому тренерові) він досяг таких висот.
Вихованець ДЮСШ-11 одеського «Чорноморця».
Серед професіоналів дебютував у 2011 році за дубль ФК «Севастополь» на позиції лівого захисника. У сезоні 2011—2012 став ключовим захисником ФК «Севастополь-2», який у той час брала участь у чемпіонаті України серед команд другої ліги. Влітку 2012 року залучався до тренувань та товариських матчів головної команди, яка тоді виступала в першій лізі, але не зміг закріпитися в її складі. Загалом у складі другої севастопольської команди Андрій провів 46 матчів і відзначився 4 забитими голами.
Узимку 2013 року перейшов до «Кримтеплиці» та провів 5 офіційних матчів за цей клуб у першій лізі.